# Marente de Moor
Marente de Moor (Den Haag, 1972) is een Nederlandse schrijfster en columniste.  Ze won de AKO Literatuurprijs en de Literatuurprijs van de Europese Unie voor haar roman De Nederlandse maagd. Zij had enkele jaren een vaste column in Vrij Nederland. Haar werk is in zestien talen vertaald.

## Biografie
De Moor had in haar jeugd al een fascinatie voor Rusland. Op haar achttiende bezocht ze een jeugdkamp in de Sovjet-Unie. Ze studeerde af in de Slavische taal- en letterkunde en Oosteuropakunde aan de Universiteit van Amsterdam en woonde tussen 1991 en 2001 acht jaar in Rusland, waar ze aan de theaterschool studeerde en als verslaggever werkte voor een Russisch misdaadprogramma op de Petersburgse televisie. Ze schreef columns voor De Groene Amsterdammer die in 1999 gebundeld werden uitgegeven als Petersburgse vertellingen. Bij terugkeer in Nederland werkte ze enkele jaren als redacteur voor Elsevier en HP/De Tijd. In de jaren daarna was ze vaste columniste voor Vrij Nederland en schreef ze artikelen en essays voor o.a NRC Handelsblad.  
In 2007 verscheen haar debuutroman, De overtreder die in 2010 door Suhrkamp Verlag werd uitgegeven als Amsterdam und zurück. Haar tweede, in 2010 gepubliceerde, roman De Nederlandse maagd werd in 2011 bekroond met de AKO Literatuurprijs en in 2014 met de Literatuurprijs van de Europese Unie. Het werd in zestien talen vertaald en door grote kranten in Duitsland, Frankrijk en de Verenigde Staten zeer enthousiast besproken. Haar derde roman, Roundhay, tuinscène kwam in 2014 op de shortlist van de Libris Literatuurprijs en werd als Aus dem Licht uitgegeven bij Hanser Verlag. Haar verhalenbundel Gezellige verhalen werd bekroond met de J.M.A. Biesheuvelprijs. Haar roman Foon werd in 2019 door de Volkskrant uitgeroepen tot beste Nederlandstalige roman van het jaar, en bekroond met de Jan Wolkers Prijs en de F. Bordewijk-prijs. Het boek werd, net als haar eerdere werk, zeer lovend ontvangen in Duitsland. In 2023 verscheen haar roman De schoft.

## Privéleven
De Moor is een dochter van de beeldend kunstenaar Heppe de Moor en de latere schrijfster Margriet de Moor. Haar zus is de beeldend kunstenaar Lara de Moor. Ze woont in Zuid-Limburg.  

## Prijzen en nominaties
- 2011 - AKO Literatuurprijs voor De Nederlandse maagd (roman, 2010)[1][2][3]
- 2014 - Literatuurprijs van de Europese Unie voor De Nederlandse maagd (roman, 2010)[4]
- 2014 - nominatie (shortlist) - Libris Literatuur Prijs[5]
- 2014 - nominatie (longlist) - AKO Literatuurprijs[6]
- 2016 - J.M.A. Biesheuvelprijs voor Gezellige verhalen (verhalenbundel, 2015)[7]
- 2018 - Foon (roman, 2018) beste roman van het jaar volgens de Volkskrant[8]
- 2019 - Jan Wolkers Prijs voor Foon (roman, 2018)[9]
- 2019 - F. Bordewijk-prijs voor Foon (roman, 2018)[8]

- Biblioteca Nacional de España: XX6141680
- Bibliothèque nationale de France: cb16744329j (data)
- Digitale Bibliotheek voor de Nederlandse Letteren: moor077
- Gemeinsame Normdatei: 141623373
- International Standard Name Identifier: 0000 0000 8022 934X
- Library of Congress Control Number: n99836264
- Nationale Bibliotheek van Tsjechië: mub2016899851
- Nederlandse Thesaurus van Auteursnamen: 183067665
- Système universitaire de documentation: 176026851
- Virtual International Authority File: 121579409
- WorldCat: E39PBJvRWqhbcc3FYmQ6wVtVG3